# 運が良けりゃ
『運が良けりゃ』（うんがよけりゃ）は、1966年に松竹が制作、公開した山田洋次監督の映画。

## 概要
天明年間の江戸の貧乏長屋を舞台に、左官で暴れ者の熊（ハナ肇）と妹おせい （倍賞千恵子）の周辺で巻き起こる騒動を描いた人情喜劇。「らくだ」「さんま火事」「突き落とし」「黄金餅」などの江戸古典落語を下敷きにした、山田監督最初の時代劇作品。シナリオは『山田洋次作品集2』（1979年9月、立風書房）や落語作品集『真二つ』（1976年2月、大和書房）に収録されている。

## スタッフ
- 監督・脚本：山田洋次
- 製作：脇田茂
- 原案：山内久
- 監修：安藤鶴夫
- 撮影：高羽哲夫
- 美術：佐藤公信
- 音楽：山本直純
- 照明：津吹正
- 編集：浦田敬一
- 録音：小尾幸魚
- 調音：佐藤広文
- 装置：川添善治
- 監督助手：大嶺俊順
- 進行：堀田章
- 美術デザイン：柳生悦子
- 現像：東洋現像所
- 製作主任：沼尾釣
- 映倫：14371

スタッフ本編クレジット表記順

## キャスト
- 熊さん ： ハナ肇
- 八っあん ： 犬塚弘
- おせい ： 倍賞千恵子
- ツケ馬の番頭 ： 藤田まこと
- 久六 ： 桜井センリ
- 赤井御門守：安田伸
- 近江屋 ： 田辺靖雄
- 若旦那 ： 砂塚秀夫
- おかん ： 武智豊子
- 飯田蝶子
- 吾助の父 ： 左卜全
- 近江屋守兵衛：田武謙三
- 差配の源兵衛 ： 花沢徳衛
- 野々村潔
- 弥五 ： 穂積隆信
- 弥八 ： 江幡高志
- 八の女房とめ：富永美沙子
- 阿部寿美子
- 按摩の梅喜：松本染升
- 金原亭馬の助 (初代)
- 大杉莞児
- 山本幸栄
- 園田健二
- 鬼笑介
- 村上記代
- 秩父晴子
- 和田蓉子
- 後藤泰子
- 宮脇康之（日本児童）
- 曽我廼家一二三
- 光映子
- 堀真奈美
- 呉恵美子
- 泉真喜
- 高杉裕児
- 土田桂司
- 山中淳
- 加藤繁（ひまわり）
- 水木涼子
- 戸川美子
- 谷よしの
- 川畑桂子
- 大島章一郎
- 大久保敏男
- 山岡襄
- 松原直
- 千葉晃
- 隠坊 ： 渥美清（特別出演）
- 本編クレジット表記順
- 吾助 ： 田辺靖雄